# Honda HA-420 HondaJet
Honda HA-420 HondaJet – pierwszy samolot opracowany przez koncern Honda Motor Company. Koszt jednego samolotu wynosi około 4,5 mln USD.

## Historia
W latach 80. XX w. Honda rozpoczęła badania konstrukcyjne małych samolotów dyspozycyjnych przy użyciu silników innych producentów. Jest to następca skonstruowanego wraz z Mississippi State University eksperymentalnego samolotu Honda MH02.
Dziewiczy lot odbył w grudniu 2003 roku i zadebiutował na targach lotniczych w 2005 roku. Pierwsze zamówienia zaczęły wpływać jesienią 2006 roku. Planowana jest budowa 70 odrzutowców rocznie.
9 grudnia 2015 roku w siedzibie Honda Aircraft Company w Greensboro ogłoszono przyznanie maszynie certyfikatu. Zakończył się obliczony na ponad 3000 godzin program lotów testowych. 

## Projekt

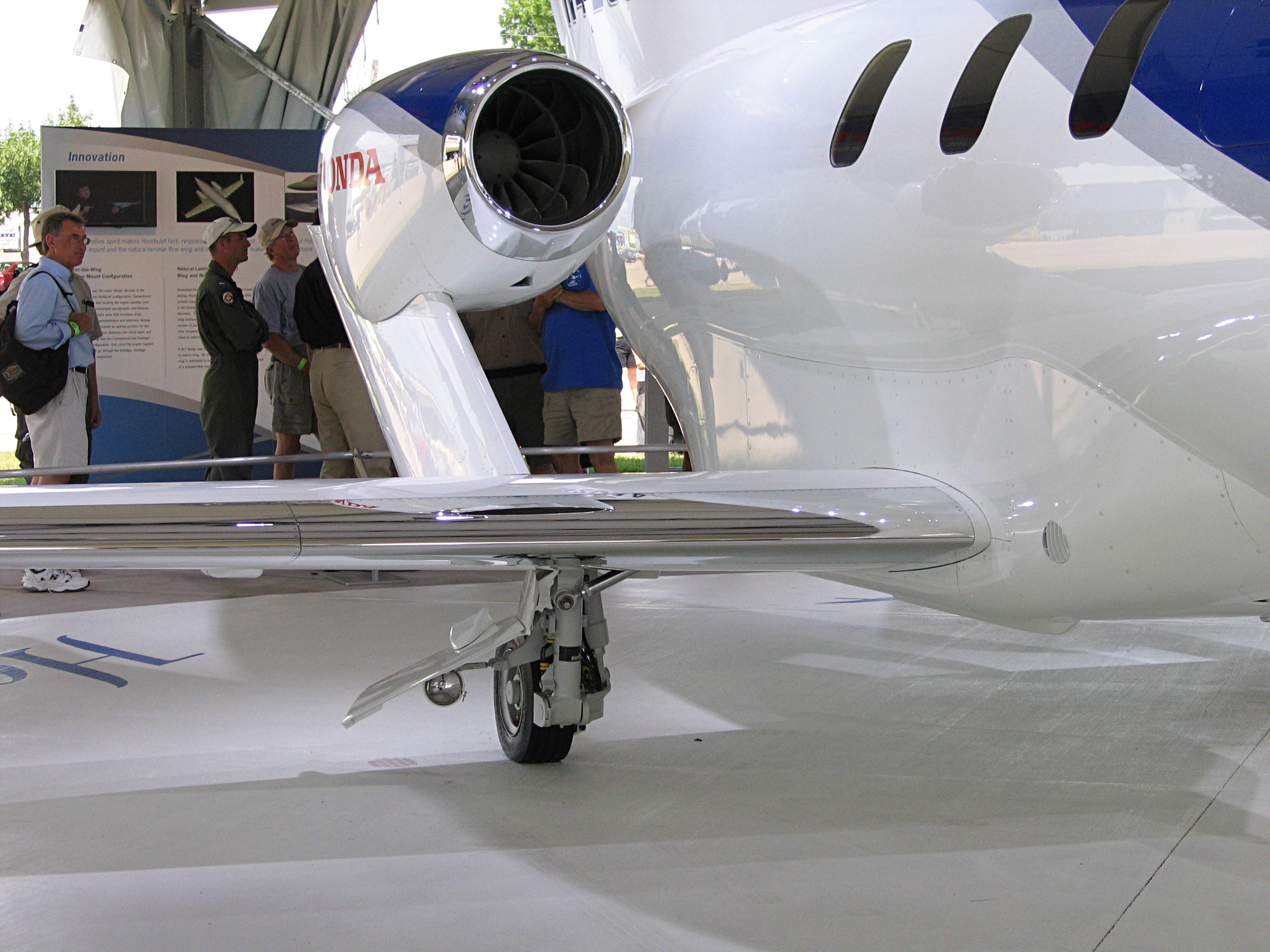
Silnik

Kadłub samolotu wykonano z materiałów kompozytowych, a skrzydła ze strukturalnie wzmocnionych pojedynczych arkuszy aluminium.
Mały silnik produkcji własnej wyposażony jest w pojedynczy wentylator, sprężarkę oraz dwustopniowe turbiny.

## Produkcja
Odrzutowiec produkowany będzie w USA. Obecnie konstruowana jest fabryka. Koncern zamierza sprzedawać ok. 70 samolotów rocznie.